# Culicoides mckeeveri
Culicoides mckeeveri är en tvåvingeart som beskrevs av Brickle och Hagan 1999. Culicoides mckeeveri ingår i släktet Culicoides och familjen svidknott.
Artens utbredningsområde är Belize. Inga underarter finns listade i Catalogue of Life.